# Ferdinand von Braunschweig-Wolfenbüttel
Ferdinand, Thân vương xứ Braunschweig-Lüneburg (12 tháng 1 năm 1721, Wolfenbüttel – 3 tháng 7 năm 1792, Vechelde), là một thống chế Phổ (1758–1766) được biết đến với sự tham gia của mình trong Bảy năm chiến tranh. Từ 1757-1762 ông đã dẫn một đội quân Anh-Đức ở Tây Đức và đã đẩy lùi được những nỗ lực của Pháp để chiếm Hannover.